# Dolichovespula omissa
Espèce
Dolichovespula omissa est une espèce d'insectes de l'ordre des hyménoptères, une guêpe coucou qui vit en tant que parasite social de la guêpe des bois (Dolichovespula sylvestris). Leur piqûre est douloureuse chez l'Homme.

## Caractéristiques
Cette espèce a une taille moyenne de 15 à 18 mm (femelles) et de 14 à 16 mm (mâles). Elle possède un dessin jaune et noir peu variable. La distinction des mâles des autres espèces du genre Dolichovespula n'est possible que par l'étude des appareils génitaux. Les femelles de cette espèce ont la particularité d'avoir un aiguillon courbé.

## Occurrences
L'espèce est répandue du Nord au Sud de l'Europe, jusqu'au Sud de la Scandinavie et en Turquie. Elle peuple différents milieux ouverts, les forêts éclairées et les lisières des bois. Elle est rare en Europe centrale et vole de mi-juin à début septembre. Les jeunes de la nouvelle génération volent à partir de la mi-juillet. 

## Mode de vie
Cette guêpe coucou est un parasite social de la guêpe des bois. On retrouve cette espèce parfois en grands groupes sur les apiacées (ombellifères). Leur mode de vie reste en grande partie inconnu.

## Sources
1. 1 2 3  (de) Rolf Witt:Wespen. Beobachten, Bestimmen. Naturbuch-Verlag, d'Augsbourg, 1998,  (ISBN 3-89440-243-1)